# Teluk Manado
Teluk Manado är en vik i Indonesien.   Den ligger i provinsen Sulawesi Utara, i den nordöstra delen av landet, 2 200 km öster om huvudstaden Jakarta.